# Matthäus Schiner

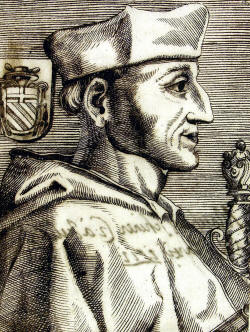
Kardinal Matthäus Schiner

Matthäus Schiner (* um 1465 in Mühlebach bei Ernen; † 1. Oktober 1522 in Rom) war Bischof von Sitten, Kardinal, Papabile und Mitverfasser des Wormser Edikts. Er erwarb für die Schweiz grosse Teile des heutigen Tessin, war Berater Kaiser Karls V. und der Architekt des besonderen päpstlich-schweizerischen Bündnisses, aus dem die Schweizergarde hervorging, und trug massive Mitverantwortung an der Schlacht bei Marignano, durch die die Schweiz ihre vorübergehende Grossmachtstellung verlor.

## Leben

### Aufstieg zum Bischof von Sitten

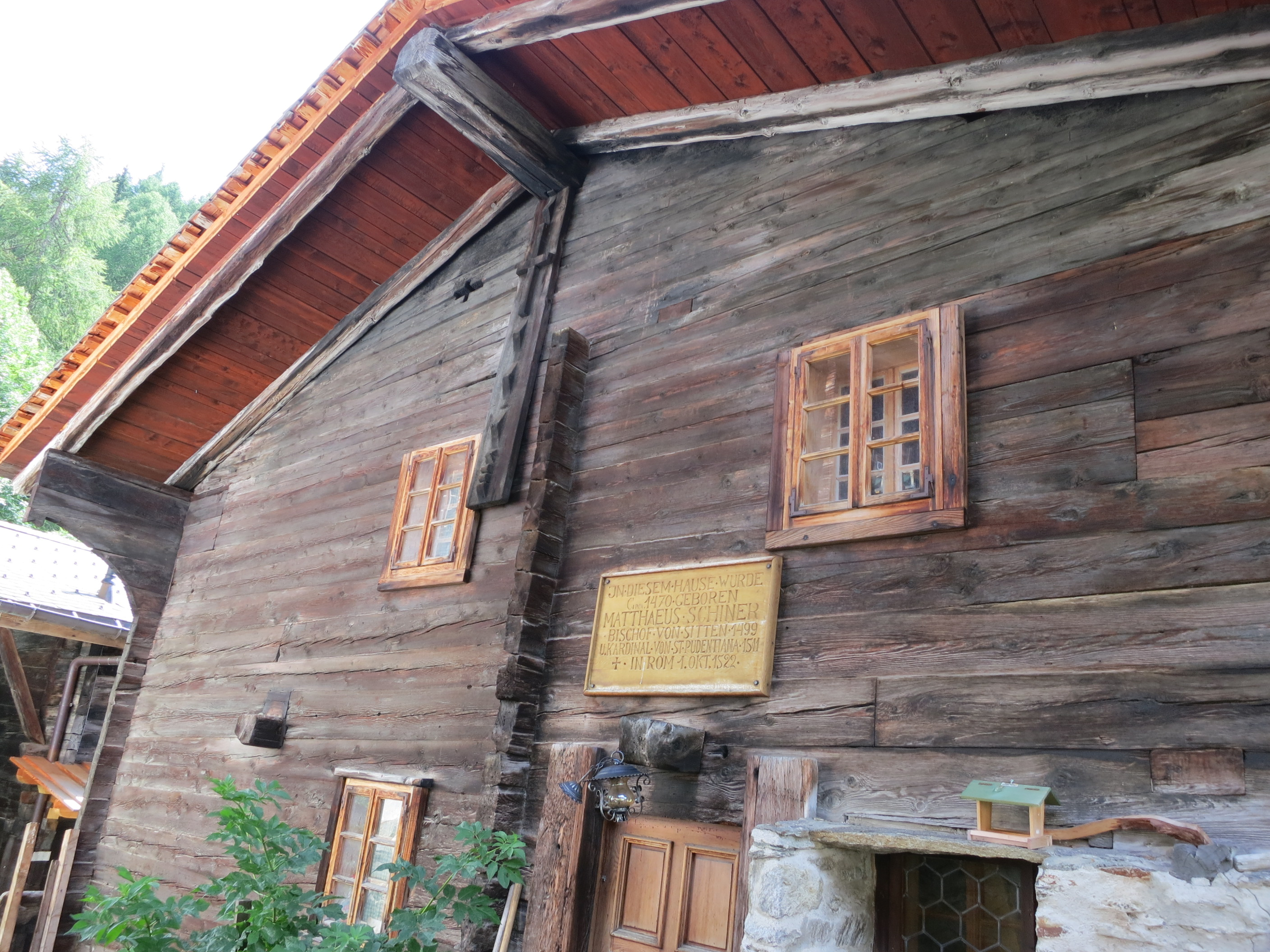
Schiners Geburtshaus in Mühlebach bei Ernen VS

Schiner wurde um 1465 in Mühlebach bei Ernen als Sohn des Bauern und Zimmermanns Peter Schiner und der Katharina Zmitweg geboren, sein genaues Geburtsdatum ist nicht überliefert.
Er studierte an den Domschulen in Sitten und in Como und wurde am 21. April 1489 in Rom zum Priester geweiht. 1496 wurde er Pfarrer und Kaplan von Ernen sowie bereits 1492 Sekretär des Volksführers Jörg auf der Flüe (Georg Supersaxo), seines Protektors und späteren erbitterten politischen Gegners. Schiner beteiligte sich an der Absetzung des unbeliebten Sitteners Fürstbischofs Jost von Silenen (1482–1496), der im Wallis als Statthalter Frankreichs auftrat. Zu diesem Zweck duldete oder unterstützte er die ansonsten von ihm verurteilte Walliser Form des Volksaufstands, die Mazze.

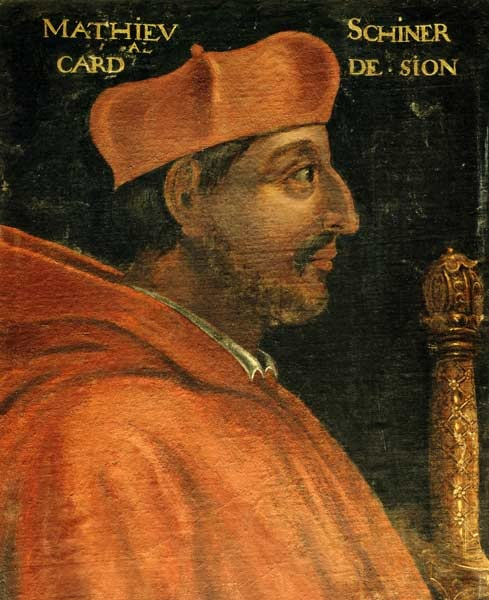
Kardinal Matthäus Schiner, Bischof von Sitten (Ölgemälde 16. Jh. im Château de Beauregard)

Am 20. September 1498 wurde Schiner von Papst Alexander VI. zum Bischof ernannt und erhielt am 13. Oktober 1499 das Bistum Sitten. An diesem Tag trug sich «Matheus, episcopus Sedunensis» in Rom in das Bruderschaftsbuch des Collegio Teutonico di Santa Maria dell’Anima ein, nachdem er in dessen Hospitalkirche geweiht worden war. Am 6. Dezember 1499 nahm der Walliser Landrat, den Georg Majoris präsidierte, die päpstliche Ernennung Schiners zum Bischof von Sitten an. Durch die geographische Lage des Passlandes Wallis und durch die Italienpolitik Frankreichs erlangte Schiner bald eine politische Schlüsselstellung und griff als geschickter Diplomat und Heerführer selbstbewusst in die europäische Politik ein. Schiner trat mit seiner ganzen Macht den Franzosen entgegen. Im Frieden von Arona (1503) sicherte er der Schweiz den Besitz des Bellinzonese und des Bleniotals.

### Aufstieg zum Kardinal und päpstlichen Legaten

Eine Version des Kardinalswappens (schemat. Darstellung)

Die Eidgenossen motivierte er zu einem Bündnis mit Papst Julius II. und wurde so indirekt Geburtshelfer der päpstlichen Schweizergarde. Mit Hilfe der Eidgenossen gelang es in zwei Schlachten, 1512 bei Pavia und 1513 bei Novara, die Franzosen unter König Ludwig XII. aus Italien zu verdrängen. Für diese Tat verlieh der Papst Schiner den Ehrentitel «Befreier Italiens und Beschützer der Kirche». Im Jahr 1511 wurde er von dem bereits kranken Julius II. am 11. März zum Kardinal erhoben und am 22. September zum Kardinalpriester von Santa Pudentiana sowie zum Stiftspropst von Würzburg und zum päpstlichen Legaten ernannt. Zwischen 1512 und 1517 führte er zusätzlich das Bistum Novara in Italien. Ihm wird nachgesagt, dass er die Anbindung Mailands und Genuas an die Schweiz erwogen und für möglich gehalten habe.
Nach der Niederlage in der Schlacht bei Marignano 1515 jedoch, in die Schiner die Schweizer Söldnertruppen des Papstes ohne hinreichende politische Absicherung hineingeführt hatte, musste er seine Pläne begraben. Er wurde zum Opfer der Versöhnungspolitik zwischen Papst Leo X. (1513–1521) und Frankreich und bemühte sich nun darum, als Gesandter von Kaiser Maximilian den englischen König Heinrich VIII. in ein Bündnis gegen Frankreich zu ziehen. Maximilian ernannte ihn zu einem der drei kaiserlichen Statthalter in Italien.
1517 verwehrte ihm sein ehemaliger politischer Ziehvater Jörg auf der Flüe (inzwischen mit den Franzosen verbündet) die Rückkehr in sein Bistum in Sitten und zwang ihn zur Flucht. Daraufhin liess sich Schiner in Zürich nieder, blieb aber weiter einflussreich. Auch dank seines Einflusses wurde Maximilians Enkel Karl I. von Spanien als Karl V., und nicht Franz I. von Frankreich zum Kaiser gewählt. Schiner stellte sich Karl V. sogleich als Berater zur Verfügung. 1521 gelang auf sein Betreiben in kaiserlichem Auftrag gegen die auf die französische Seite umgeschwenkten Schweizer Söldner die Rückeroberung Mailands in der Schlacht bei Bicocca, die den Gewinn Mailands für Habsburg und zugleich das Ende der Schweizer Grossmachtträume in Oberitalien besiegelte.

### Erasmianer und Papabile
Schiner war humanistischen Ideen zugetan und mit Erasmus von Rotterdam und Huldrych Zwingli befreundet. Obwohl von der Reformbedürftigkeit der Kirche überzeugt, lehnte er jedoch den Bruch mit Rom entschieden ab. 1521 war er deshalb einer der einflussreichsten Gegner Martin Luthers und Mitverfasser des Wormser Edikts.
Bei der Papstwahl nach dem Tode Leos X. im Jahre 1522 erhielt Schiner eine erhebliche Anzahl von Stimmen. Auf Grund des Widerstandes von Seiten der frankreichtreuen Kardinäle wurde er jedoch nicht zum Papst gewählt. Man einigte sich auf den von Schiner und Kardinal Cajetan vorgeschlagenen Kompromisskandidaten Hadrian VI. Schiner starb am 1. Oktober 1522 in Rom an der Pest und wurde in der Kirche Santa Maria dell’Anima beigesetzt.

## Würdigung
Schiner galt als ein mit glänzenden Gaben des Geistes ausgestatteter Kirchenpolitiker, der in grossen Dimensionen dachte, europäische Politik machte und in steiler Karriere zu höchsten Ämtern aufstieg. Er wird gemeinhin zu den ganz grossen und ehrenvollen Kirchenmännern gezählt. Er erkannte die Reformbedürftigkeit der Kirche, jedoch ging ihm die Reformation sowohl Luthers wie Zwinglis zu weit. Franz I., dessen Grab in der Basilika Saint-Denis ein Reliefbild der Schlacht bei Marignano schmückt, das Schiner hoch zu Ross inmitten der Schweizer Söldner zeigt, charakterisierte ihn mit den Worten:

„Rude homme que ce Schiner, dont la parole m’a fait plus de mal que toutes les lances de ses montagnards.“

„Ein grober Klotz wie dieser Schiner, dessen Worte mir mehr geschadet haben als all die Lanzen seiner Bergler.“

Aus Anlass des 500sten Todestages von Matthäus Schiner führt das Freilichttheater Ernen im August und September 2022 ein Theaterstück über sein Leben auf.

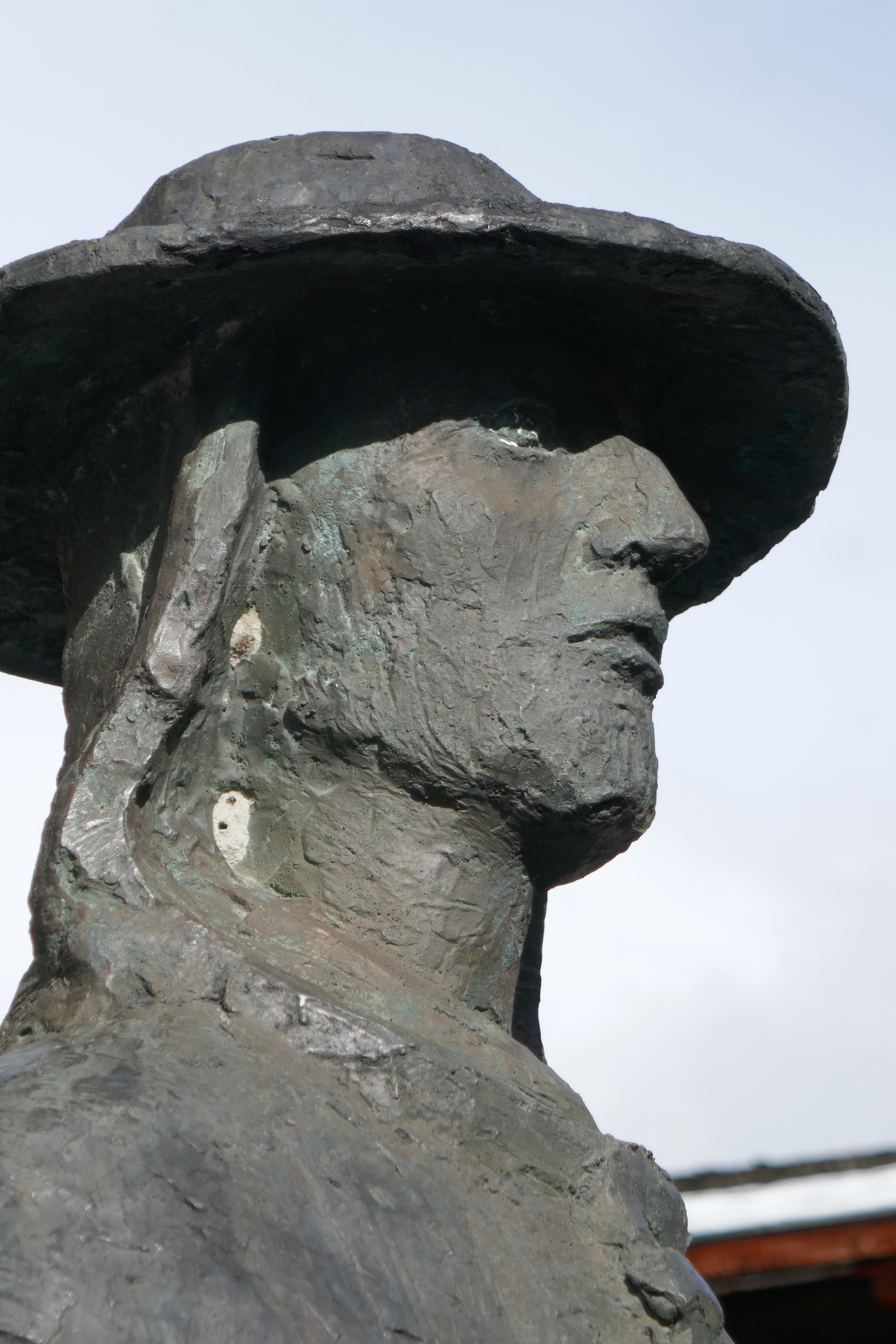
Schiner-Denkmal in Ernen, von Hans Loretan 1968
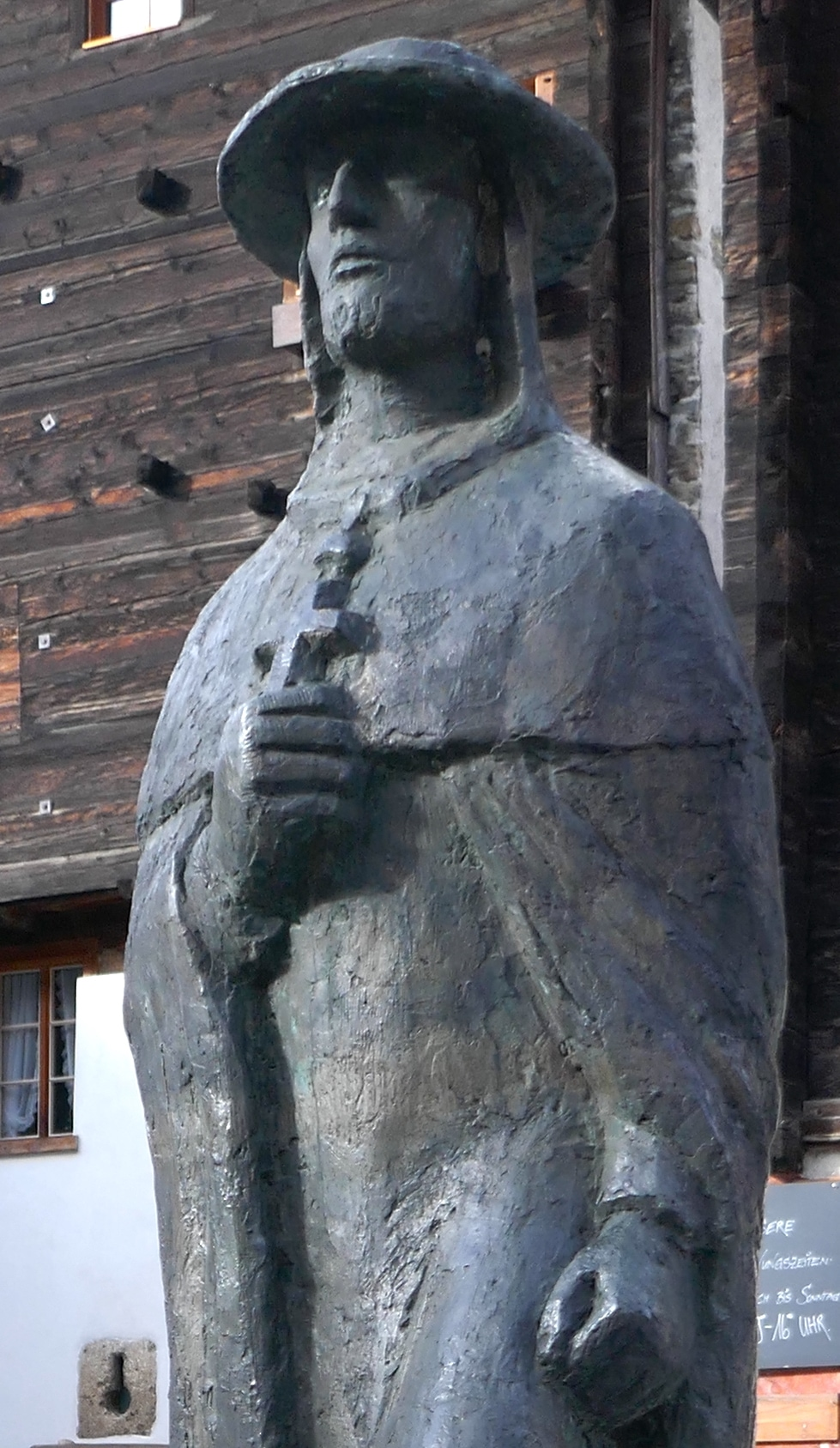
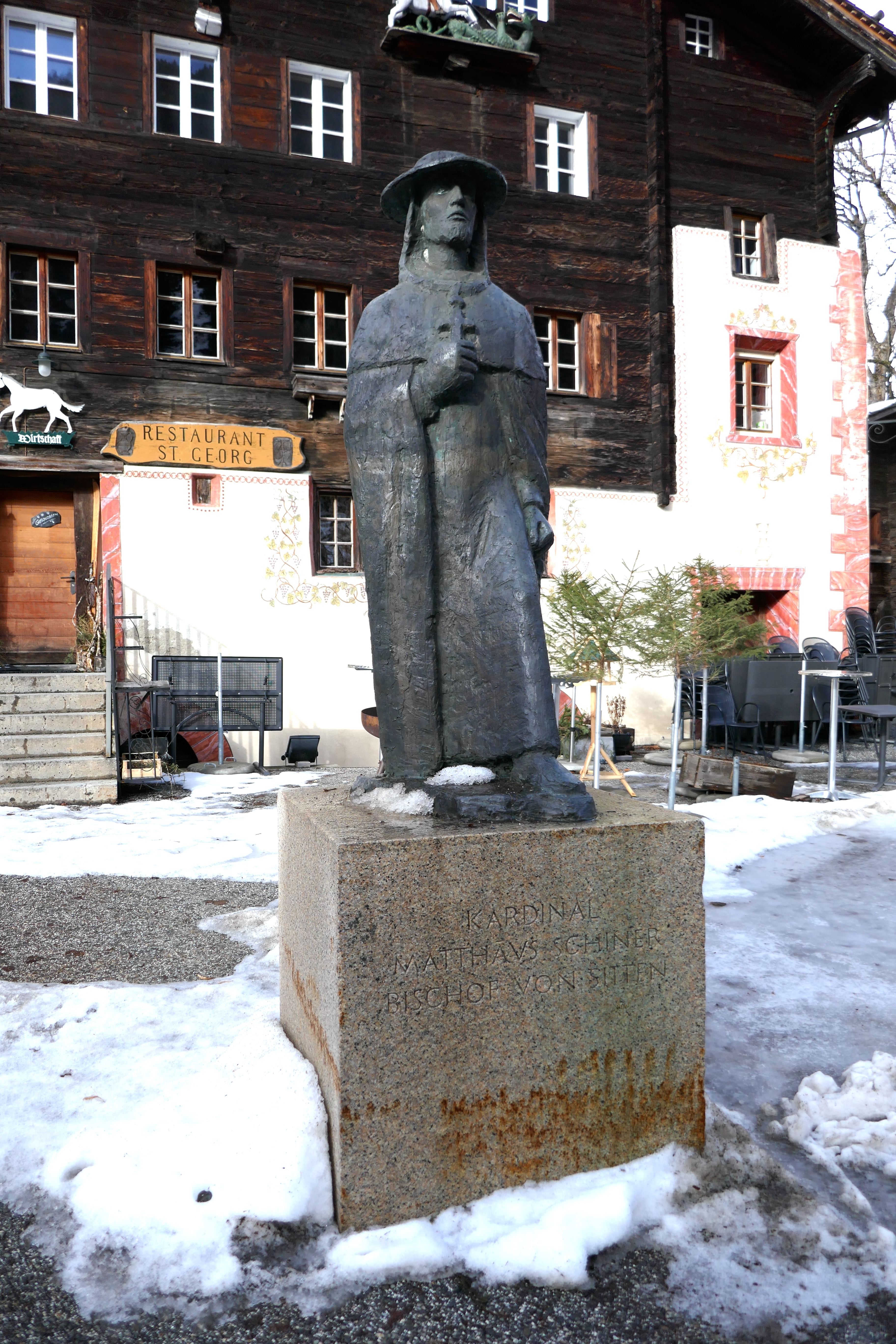